# Galsulfaza
Galsulfaza (łac. galsulfasum) – rekombinowana ludzka hydrolaza (sulfataza-4-N-acetylogalaktozaminy), lek stosowany w leczeniu zespołu Maroteaux-Lamy’ego.

## Mechanizm działania
Zespół Maroteaux-Lamy’ego spowodowany jest niedoborem enzymu N-acetylogalaktozamino-4-sulfatazy, hydrolazy lizosomalnej katalizującej hydrolizę końcowych reszt siarczanowych glikozoaminoglikanu. Prowadzi to do gromadzenia się, lecz bez spichrzania, siarczanu dermatanu w tkankach. Galsulfaza wnika do lizosomów poprzez receptor mannozo-6-fosforanu.

## Zastosowanie
- długotrwała substytucja enzymatyczna u pacjentów z potwierdzonym rozpoznaniem zespołu Maroteaux-Lamy’ego (mukopolisacharydozy typu VI)[3]

W 2016 roku galsulfaza była dopuszczona do obrotu w Polsce pod handlową nazwą Naglazyme. Leczenie galsulfazą w 2015 kosztowało 365 000 dolarów amerykańskich rocznie i było 5. najdroższą terapią lekową na świecie.

## Działania niepożądane
Galsulfaza może powodować następujące działania niepożądane (dane zostały zebrane na podstawie jednego badania klinicznego przeprowadzonego na 59 pacjentach):
- ostre zapalenie gardła
- zakażenia przewodu pokarmowego
- arefleksja
- zapalenie spojówek
- zmętnienie rogówki
- otalgia
- pogorszenie słuchu
- nadciśnienie tętnicze
- duszność
- blokada nosa
- bezdech
- ból brzucha
- przepuklina pępkowa
- obrzęk twarzy
- wysypka
- ból
- ból w klatce piersiowej
- dreszcze
- złe samopoczucie